# 294
Cette page concerne l'année 294  du calendrier julien. Pour l'année 294 av. J.-C., voir 294 av. J.-C. Pour le nombre 294, voir 294 (nombre).
L'année 294 est une année commune qui commence un lundi.

## Événements
- 1er janvier : début du consulat de Constance Chlore et de Galère[1].
- Dioclétien et Galère renforcent la ligne danubienne et mènent campagne contre les Iazyges[2].
- Le roi sassanide de Perse Narseh chasse Tiridate III d'Arménie d'Assyrie puis reprend toute l'Arménie ; Tiridate III se réfugie dans l'empire romain[3].